# West Acton (métro de Londres)
West Acton est une station de la Central line du métro de Londres, en zone 3. Elle est située à West Acton (en) dans le borough londonien d'Ealing.

## Situation sur le réseau
La station West Acton est située sur la Central line, sur la branche d'Ealing, entre les stations North Acton et Ealing Broadway. Elle est en zone 3.

## Histoire
La station, dénommée West Acton, est construite par le Great Western Railway (GWR) qui l'ouvre au service le 5 novembre 1923.

## Services aux voyageurs

### Desserte

Installations
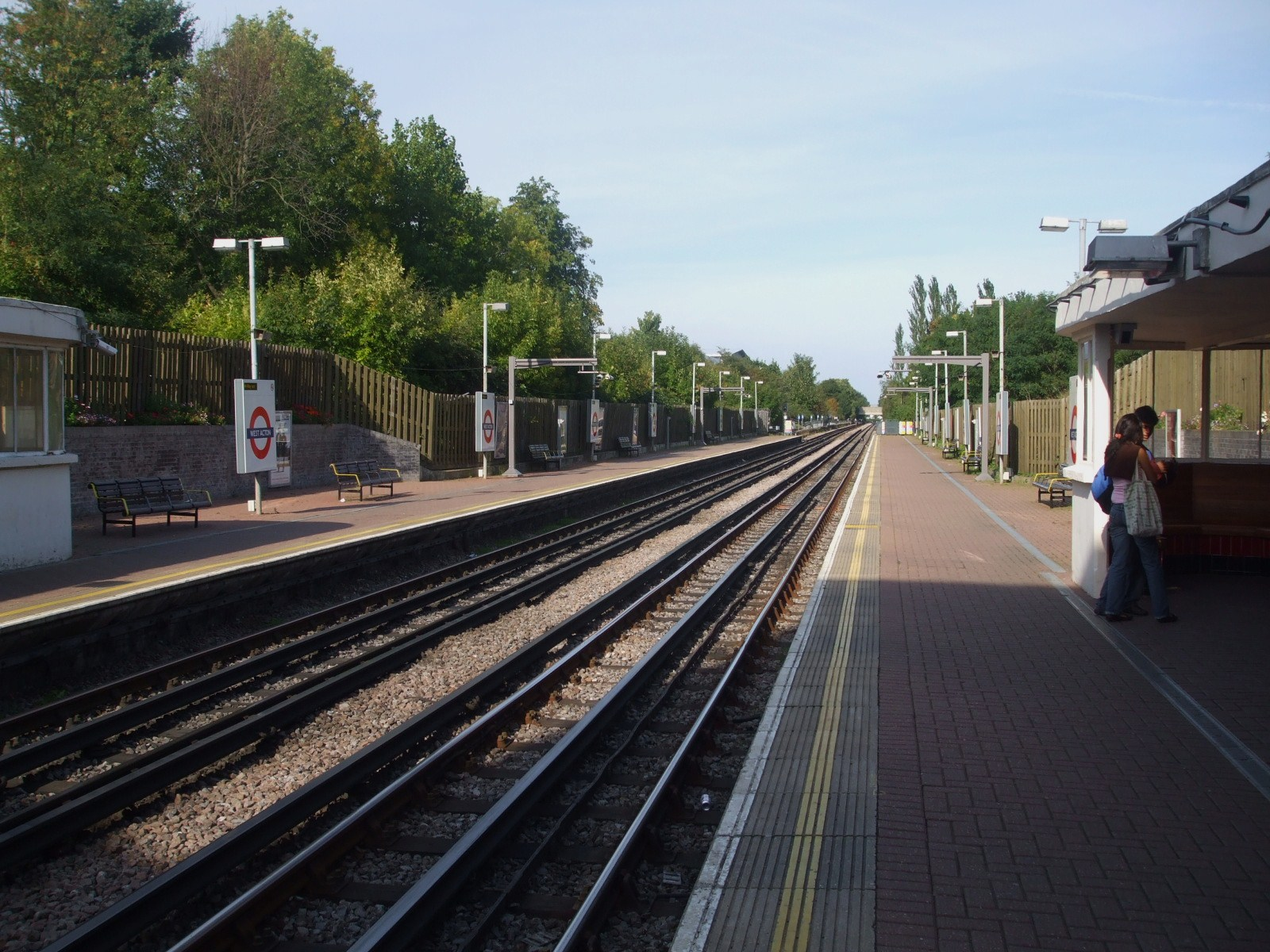
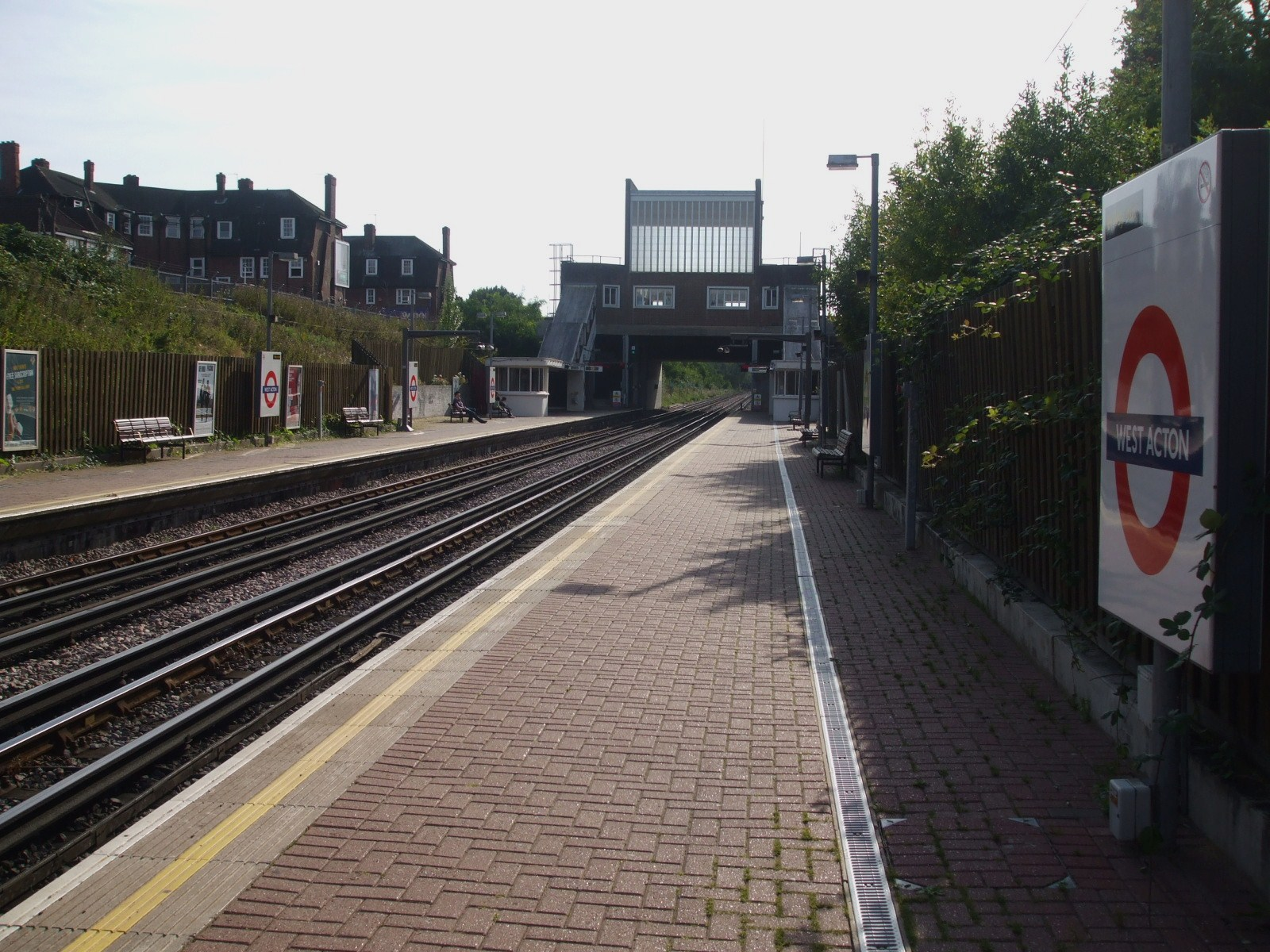
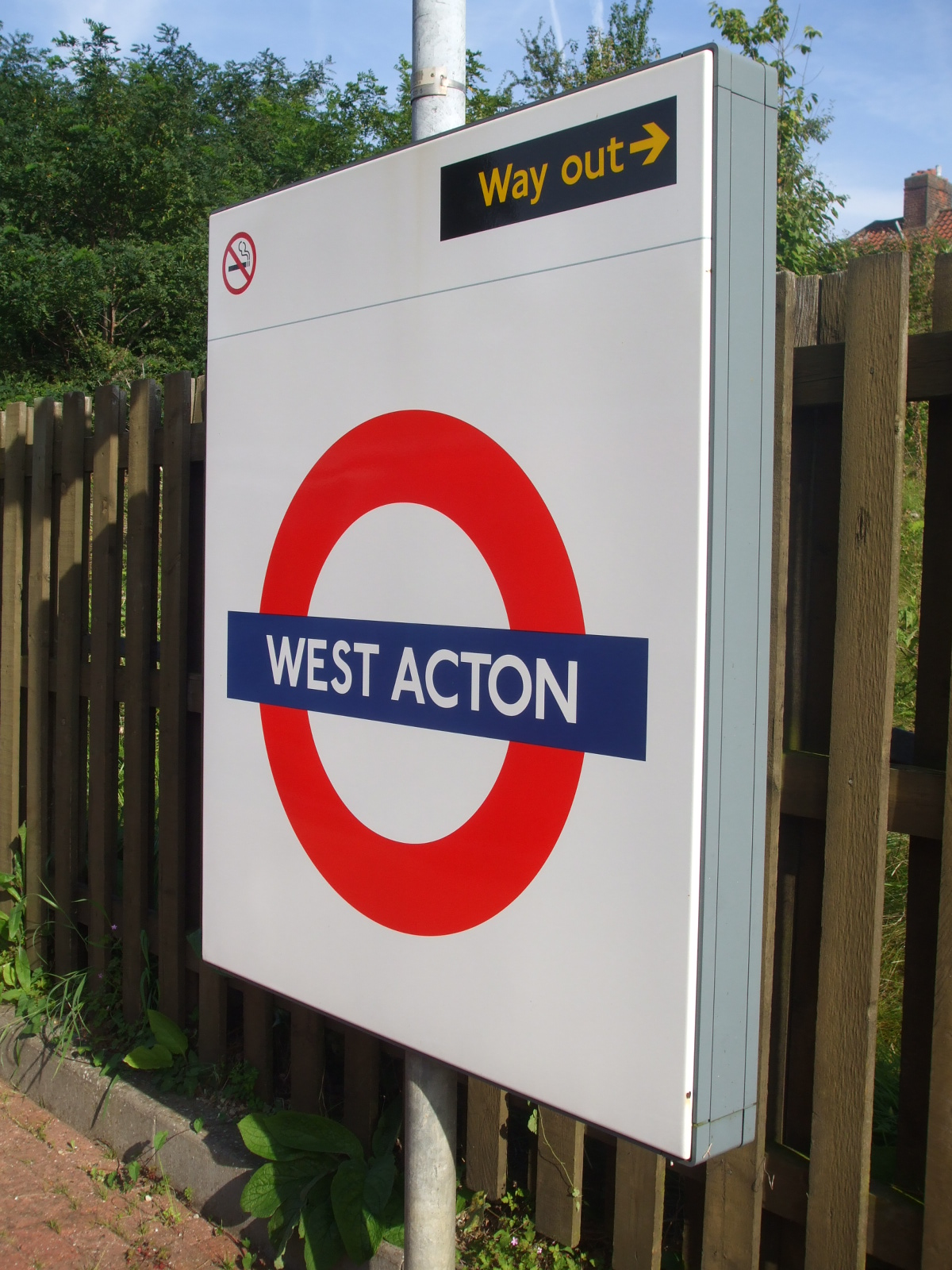

### Intermodalité
La station est desservie par la ligne de bus : 218 (North Acton station - Hammersmith bus station).

## À proximité
- West Acton (en)